# Carence en bore

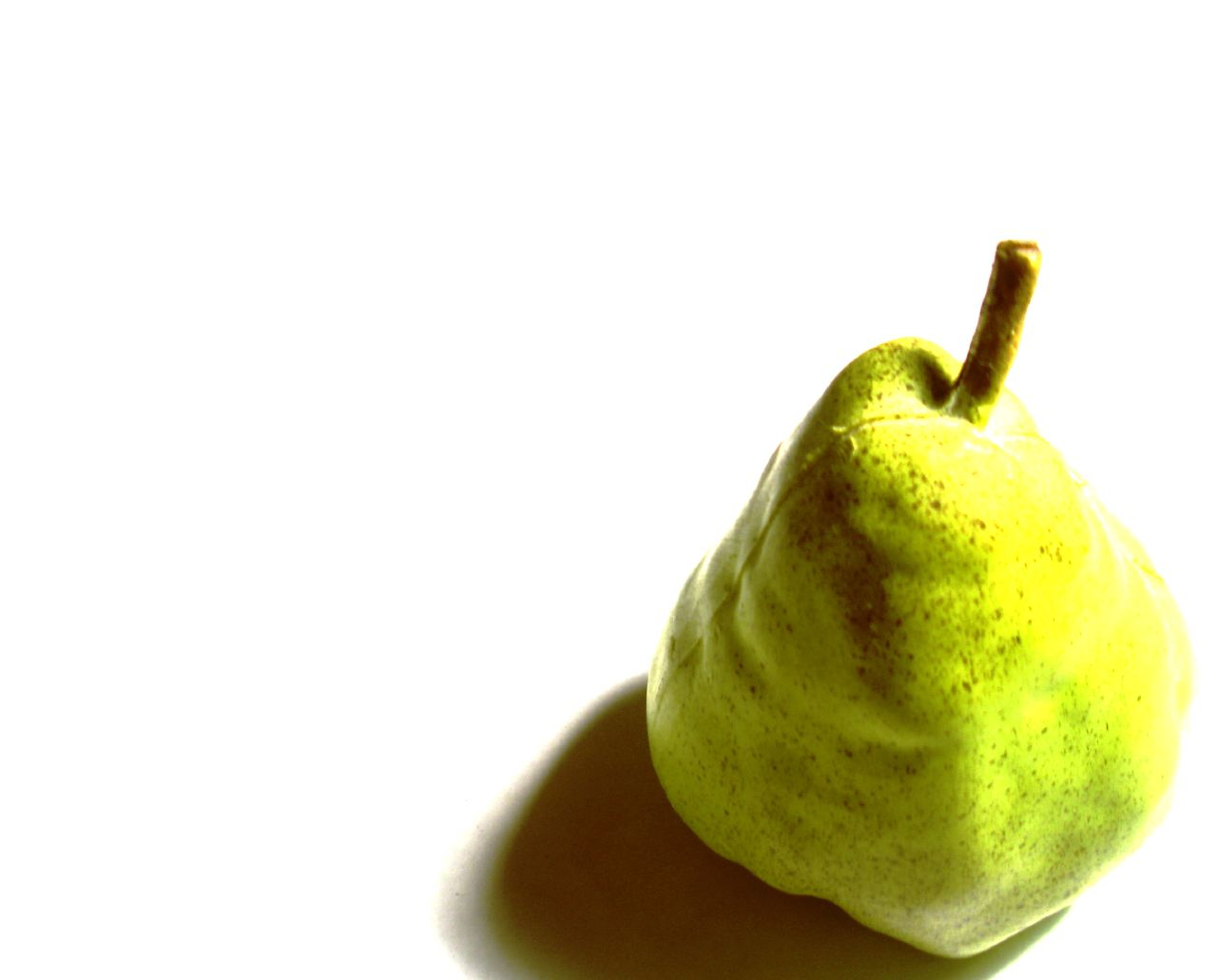
Chez les poires, la carence en bore entraîne une déformation du fruit.

Chez les végétaux, la carence en bore est la carence en oligoéléments la plus répandue dans le monde et elle provoque des pertes importantes dans la production des plantes cultivées, tant au plan quantitatif que qualitatif. 
La carence en bore affecte la croissance végétative et la reproduction des plantes, provoquant l'inhibition de l'expansion cellulaire, la mort des méristèmes et une fertilité réduite.
Les plantes contiennent du bore à la fois sous une forme insoluble et sous une forme soluble dans l'eau. Chez les plantes saines, la quantité de bore soluble dans l'eau varie selon la quantité de bore fournie, tandis que le bore insoluble ne varie pas. L'apparition d'une déficience en bore coïncide avec la diminution du bore soluble dans l'eau. Le bore sous forme insoluble est fonctionnel tandis que le bore soluble représente le surplus.
Le bore est essentiel pour la croissance des végétaux supérieurs. La fonction principale de cet élément est d'assurer l'intégrité structurelle de la paroi cellulaire chez les végétaux. Il joue aussi probablement un rôle dans le maintien de la membrane plasmique et d'autres voies métaboliques